# Palaeorhiza recessiva
Palaeorhiza recessiva är en biart som beskrevs av Cockerell 1912. Palaeorhiza recessiva ingår i släktet Palaeorhiza och familjen korttungebin. Inga underarter finns listade i Catalogue of Life.